# Липы в Пуасси
«Липы в Пуасси» (фр. Les Tilleuls à Poissy) — картина французского художника Клода Моне, написанная в 1882 году. На картине изображён вид на набережную Сены из окна виллы Сен-Луи (фр. Saint-Louis) в городке Пуасси департамента Ивелин, в котором художник прожил два года, с декабря 1881 по апрель 1883.
Эта картина находилась в коллекции Жан-Пьера Ошеде (фр. Jean-Pierre Hoschedé) до 1951 года. В ноябре 2008 года она была продана на аукционе Кристис в Рокфеллер-центре за 1 650 500 долларов. 